# 三浦俊輔
三浦 俊輔（みうら しゅんすけ、1977年4月23日 - ）は、日本の俳優である。所属事務所はダックスープである。血液型B型。

## 来歴・人物
北海道出身。高校卒業後に上京し、19歳から4年間、大工の修行を受ける。
2000年に、ENBUゼミナールのワークショップ参加をきっかけに、小劇場を中心に役者の活動を始める。劇団「ハイバイ」で、2005年から2007年12月まで劇団員として活動する。現在は、フリーとして活動している。
2011年に、山内ケンジ監督の映画『ミツコ感覚』で三浦役を演じ、強烈なインパクトを残す。

## 出演作

### テレビドラマ
- デリパンダ〜おしゃべりデリ坊、東京ド真ん中配達中〜 第2話（テレビ東京、2008年）
- 水曜ミステリー9特別企画『怨み屋本舗スペシャル マインドコントロールの罠』（テレビ東京、2009年）
- 探偵Xからの挑戦状! Season2 第7話・第8話（NHK総合、2009年）
- 祝女（NHK総合、2008年 - 2012年、出演時期不明）
- まほろ駅前番外地 第2話（テレビ東京、2013年）
- 仮面ライダードライブ 第14話・第15話（テレビ朝日、2015年） - 坂木光一
- 神奈川県厚木市 ランドリー茅ヶ崎 (2016年3月、MBS・TBS）
- 刑事7人（テレビ朝日）
  - SEASON4 第4話「時効成立の罠… 23年前の母の声」（2018年） - 町山茂樹
  - SEASON9 第5話「告白」（2023年） - 長田真人
- 家政夫のミタゾノ（2020年） - 梶原六郎

### 配信ドラマ
- 仮面ライダーBLACK SUN（2022年10月28日、Amazon Prime Video） - ハエ怪人 役

### 映画
- ぐるりのこと。（2008年）
- SP THE MOTION PICTURE 革命篇（2011年）
- ミツコ感覚（2011年）
- 踊る大捜査線 THE FINAL 新たなる希望（2012年）
- オー!ファーザー（2014年）
- リュウグウノツカイ（2014年）
- PERFECT DAYS（2023年） - 番台[1]

### 舞台
2003年
- 09月 - play unit-fullfull「温度」（作・演出：ヒロセエリ）
- 10月 - ラフカット2003「ビートバン・ゴー!ゴー!」（作・演出：堤泰之）

2004年
- 02月 - play unit-fullfull「アイダ」（作・演出：ヒロセエリ）
- 10月 - 全労済ホールスペース・ゼロ提携公演「ハロルドとモード」（原作：コリン・ヒギンズ、構成・演出：堤泰之）

2005年 
- 06月 - ハイバイ「ポンポンお前の自意識に小刻みに振りたくなるんだポンポン」（作・演出：岩井秀人）
- 10月 - ハイバイ「ナナイロニ」（作・演出：岩井秀人）

2006年
- 02月 - ハイバイ「ヒッキー・カンクーンエンゲキリョウホウ」（作・演出：岩井秀人）
- 07月 - ハイバイ「無外流、津川吾郎」（作・演出：岩井秀人）
- 10月 - ハイバイ「無外流、津川吾郎」（作・演出：岩井秀人）

2007年
- 03月 - ハイバイ「お願い放課後」（作・演出：岩井秀人）
- 07月 - ハイバイ「ポンポン」（作・演出：岩井秀人）

2008年
- 02月 - 小指値「霊感少女ヒドミ」（原作：岩井秀人、作：北川陽子、演出：篠田千明）
- 11月 - 城山羊の会プロデュース「新しい歌 〜tyto nove pisnicky〜」（作・演出：山内ケンジ）

2009年
- 02月 - 五反田団「俺の宇宙船、」（作・演出：前田司郎）
- 03月 - ダックスープ プロデュース「この世界から消える魔球」（作・演出：ブルースカイ）
- 06月 - 城山羊の会＋三鷹市芸術文化センターpresents「新しい男」（作・演出：山内ケンジ）
- 10月 - 青年団リンク ままごと「わが星」（作・演出：柴幸男）

2010年
- 08月 - キリンバズウカ Tokyo 3rd shot「ログログ」（脚本・演出：登米裕一）
- 10月 - 城山羊の会「微笑の壁」（脚本・演出：山内ケンジ）

2011年
- 01月 - M&Oplaysプロデュース「国民傘」（作・演出：岩松了）
- 04月 - 青年団リンク ままごと「わが星」〈再演〉（作・演出：柴幸男）

### CM
- コンコルド「ハムレット」（2010年 - 2011年、演出：山内ケンジ）
- 久光製薬 フェイタス
- ライオン NANOX

### その他
- フラワーカンパニーズ『この胸の中だけ』のプロモーションビデオ
- 三井不動産レジデンシャル製作WEBドラマ「タイムスリップ!堀部安兵衛」（2014年） - 歯医者／ちくる男 役